# 曼斯菲爾德鎮區 (北達科他州巴恩斯縣)
曼斯菲爾德鎮區（英語：Mansfield Township）是位於美國北達科他州巴恩斯縣的一個鎮區。

## 地方資料
曼斯菲爾德鎮區的面積為93.95平方千米，當中陸地面積為92.53平方千米，而水域面積為1.42平方千米。根據2010年美國人口普查的數據，當地共有人口38人，而人口密度為每平方千米0.4人。